# Kanton Notre-Dame-de-Bondeville
Kanton Notre-Dame-de-Bondeville (fr. Canton de Notre-Dame-de-Bondeville) je francouzský kanton v departementu Seine-Maritime v regionu Horní Normandie. Skládá se z devíti obcí.

## Obce kantonu
- Le Houlme
- Houppeville
- Malaunay
- Montigny
- Notre-Dame-de-Bondeville
- Pissy-Pôville
- Roumare
- Saint-Jean-du-Cardonnay
- La Vaupalière